# Ben Amos
Benjamin Paul „Ben“ Amos (* 10. April 1990 in Macclesfield) ist ein englischer Fußballspieler auf der Position des Torhüters.

## Karriere
Im Alter von elf Jahren wechselte Amos als Jugendspieler von Crewe Alexandra in die Jugendabteilung von Manchester United. Für die U-18-Jugendmannschaft von United bestritt er am 8. Oktober 2005 als Einwechselspieler bei der 0:2-Niederlage gegen die Bolton Wanderers sein Debütspiel. Grund für seine Einwechslung war ein Platzverweis gegen den Torhüter Ron-Robert Zieler. Im Laufe der Saison kam er allerdings zu keinen weiteren Einsätzen. In der Folgesaison lief er regelmäßig für die Mannschaft auf. Aufgrund seiner Leistungen durfte er 2008 an der Südafrikareise der ersten Mannschaft teilnehmen. Allerdings kam er bei den drei Spielen nicht zum Einsatz. Erst im Testspiel gegen den FC Portsmouth feierte er schließlich sein Debüt für die Profis, als er in der 76. Minute für Tomasz Kuszczak eingewechselt wurde. Seinen ersten Pflichtspieleinsatz konnte er am 23. September 2008 in der dritten Runde des League Cup gegen den FC Middlesbrough verbuchen.
Auch für die Klubweltmeisterschaft im Dezember 2008 in Japan wurde Amos aufgrund einer Verletzung von Ben Foster nominiert. Am 29. Oktober 2009 wurde Amos für einen Monat an Peterborough United verliehen, wo er am 31. Oktober bei der 2:1-Niederlage gegen Barnsley sein einziges Spiel bestritt. Nach seiner Rückkehr zu Manchester wurde er im März 2010 an den norwegischen Verein Molde FK verliehen. Für die Saison 2011/12 ist Amos hinter David de Gea, Anders Lindegaard und Tomasz Kuszczak vierter Torwart bei den Profis. Später konnte er Tomasz Kuszczak als dritten Torwart verdrängen und gab so schließlich am 31. Januar 2012 beim 2:0-Sieg gegen Stoke City sein Premier-League-Debüt. Ende Mai 2012 verlängerte Amos seinen Vertrag bei Manchester United um drei Jahre bis zum Ende der Saison 2014/15.
Für die Saison 2012/13 wurde Amos an Hull City ausgeliehen. Anfang Januar 2013 kehre er nach Manchester zurück.
Mitte November 2013 wurde Amos für einen Monat an Carlisle United ausgeliehen. Später wurde der Leihvertrag bis einschließlich 1. Januar 2014 verlängert.
Am 30. Januar 2015 wurde Amos für einen Monat an die Bolton Wanderers ausgeliehen. Anfang März wurde die Leihe um einen weiteren Monat verlängert. Er absolvierte bis zum April neun Einsätze und kehrte anschließend bis zum Saisonende nach Manchester zurück. Zur Saison 2015/16 wurde Amos von den Bolton Wanderers fest verpflichtet und mit einem Vertrag bis zum 30. Juni 2019 ausgestattet.
In der ersten vollständigen Saison 2015/16 für Bolton absolvierte er 40 Ligapartien, die jedoch mit dem Abstieg als Tabellenletzter endeten. Es folgten drei Jahre als Leihspieler bei Cardiff City, Charlton Athletic sowie beim FC Millwall und nach Ablauf seines Vertrags in Bolton wechselte Amos ablösefrei „fest“ nach Charlton. Dort wurde er nach seinem erneuten Zweitligaabstieg im Jahr 2020 ohne eigenen Einsatz Stammtorwart des Klubs in der dritten Liga, bevor er Ende Juni 2021 beim Konkurrenten Wigan Athletic einen neuen Zweijahresvertrag unterzeichnete. Im Sommer 2024 wechselte er zum Viertligisten Port Vale.

## Erfolge
- FIFA-Klub-Weltmeisterschaft: 2008